# Nodule de Schmorl
 Mise en garde médicale
Les nodules de Schmorl, autrement appelés hernies intradiscales sont des protubérances du noyau gélatineux du disque intervertébral qui pénètrent dans l'os trabéculaire (os spongieux) des corps vertébraux.

## Les signes et les symptômes
Ces nodules sont des saillies du disque dans le corps vertébral, pouvant même entrer en contact direct avec la moelle osseuse de la vertèbre et conduire à une inflammation. Les saillies sont également associées à une nécrose de la vertèbre, et la question de savoir si ces protubérances et l'inflammation causent la nécrose, ou s'il y a migration du cartilage dans les zones devenues nécrosées (due à d'autres conditions) fait l'objet de recherches.
Ces nodules peuvent ou peuvent ne pas être symptomatiques, et leur lien avec les maux de dos est controversé. Dans une étude, Williams et ses collègues notent que cette relation peut être due à une maladie discale lombaire, puisque les deux se produisent couramment simultanément. Dans une autre étude, faite sur la colonne vertébrale par Hamanishi, des nodules de Schmorl ont été observés par l'IRM chez 19 % des 400 patients atteints de maux de dos, mais dans seulement 9 % du groupe contrôle asymptomatique. Les auteurs ont alors conclu que les nodules de Schmorl se retrouvent dans des zones de "hernie discale verticale", caractéristiques des zones de faiblesse des vertèbres.

## Diagnostic
Les nodules de Schmorl peuvent être détectés grâce à des techniques d'imagerie à rayons x, néanmoins ils ressortent de manière plus distincte en TDM et IRM. Ils sont aussi qualifiés médicalement comme des hernies intradiscales ou encore des hernies discales verticales.

## Causes
Les nodules de Schmorl sont assez fréquents, souvent liés à une dégénérescence mineure de la colonne vertébrale due à l'âge, mais sont parfois observés chez des jeunes sujets. Les nodules de Schmorl n'induisent souvent aucun symptôme, et peuvent simplement refléter l'état "d'usure" de la colonne vertébrale; ils peuvent également indiquer une baisse de la solidité des os vertébraux liée soit à une carence en vitamine D (même si cela doit encore être confirmé par des études), soit à une conséquence du travail de transport d'objets lourds réalisé à un jeune âge (avant que les vertèbres soient complètement solidifiées, exemple des jeunes travailleurs agricoles).
Il y a aussi une forte part d'héritage génétique pour les nodules de Schmorl (> 70 %). 
De plus, ils ont également tendance à se produire dans des cas de déformation de la colonne vertébrale, plus précisément avec la maladie de Scheuermann. Ces défauts sont causés lorsque la vertèbre perd sa fonction habituelle et n'est plus capable de mouvement. Pendant cette période les forces, normalement redistribuées par le noyau gélatineux du disque intervertébral (contenant une substance qualifiée d'incompressible), sont mal réparties et entraînent une déformation du corps pour lui donner une allure concave.

## Éponyme
Les nodules de Schmorl furent nommés d'après le pathologiste Allemand Georg Christian Schmorl (1861-1932).